# Assiniboines
Pour les articles homonymes, voir Assiniboine.
Les Assiniboines ou Assiniboins sont une tribu amérindienne d'Amérique du Nord, qui s'auto-désignent comme Nakotas (ou Nakodas ou Nakonas) et dont la langue appartient à la branche dakota du groupe linguistique siouan. Avant le XVIIe siècle, ils migrèrent vers le nord-ouest, plus précisément vers la région du lac Winnipeg, ensuite, ils s'installèrent près des parties supérieures des rivières Saskatchewan et Missouri.

## Présentation

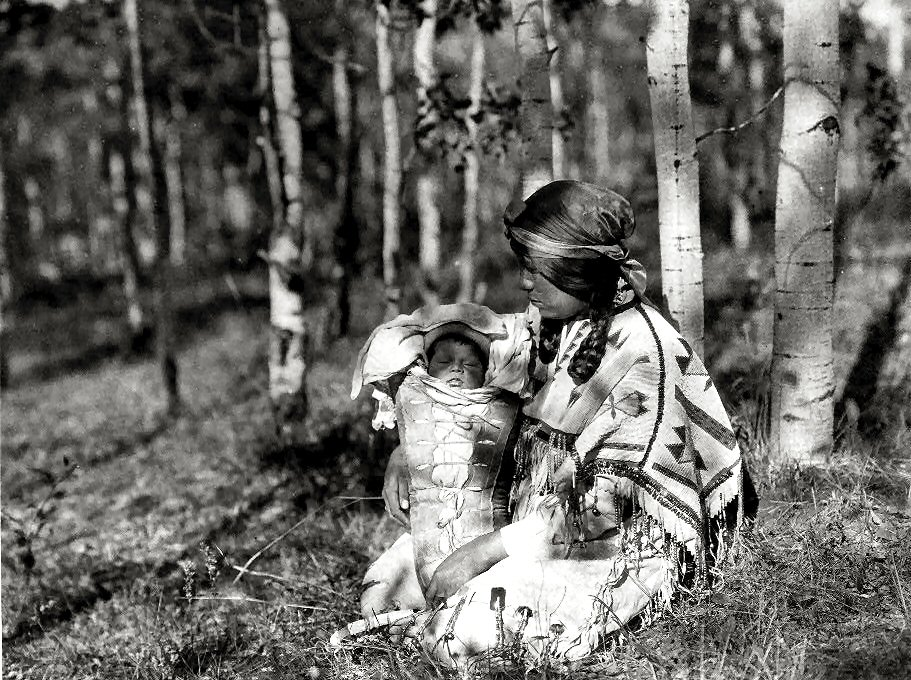
Une femme assiniboine et son enfant.

À l'époque des premiers contacts avec les colons européens, les Assiniboines n'habitaient pas de villages permanents, mais se déplaçaient selon leurs besoins en nourriture.  Avec l'acquisition des chevaux et des armes à feu au XVIIIe siècle, ils devinrent une tribu typique des Grandes Plaines, alliés des Cris contre les Pieds-Noirs (Blackfoot/Blackfeet). Alors qu'ils formaient une grande tribu au moment du premier contact, ils furent décimés par la variole au début du XIXe siècle.
Les Assiniboines étaient commerçants. Ainsi au milieu du XIXe siècle, ils entretenaient des relations commerciales avec les Européens, tant militaires que civils, qui s'installaient en nombre croissant dans le Montana.
En 1990, on comptait 5 500 Assiniboines aux États-Unis, la plupart vivant dans les réserves de Fort Belknap et Fort Peck dans le Montana. À Fort Peck, les Assiniboines sont représentés par les bandes Canoe Paddler et Red Bottom. Environ 1 500 Assiniboines vivent dans des réserves en Saskatchewan et en Alberta, au Canada.